# Communauté de communes du pays d'Amplepuis Thizy
La  communauté de communes du Pays d'Amplepuis Thizy  est une ancienne communauté de communes française, située dans le département du Rhône en région Rhône-Alpes, qui existe de 1994 à 2013.

## Historique
Créée en 1994, elle comprend 16 communes puis 12 à partir du 1er janvier 2013 lors de la création de la commune nouvelle de Thizy-les-Bourgs regroupant les communes de Thizy, Bourg-de-Thizy, La Chapelle-de-Mardore, Mardore et Marnand.
Le 1er janvier 2014, elle fusionne avec les communautés de communes du Pays de Tarare et de la Haute Vallée d'Azergues avec lesquelles elle forme la communauté de communes de l'Ouest Rhodanien.

## Territoire

### Communes
Elle était composée des communes suivantes :
- Amplepuis ;
- Cours-la-Ville ;
- Cublize ;
- Meaux-la-Montagne ;
- Pont-Trambouze ;
- Ranchal ;
- Ronno ;
- Saint-Jean-la-Bussière ;
- Saint-Just-d'Avray ;
- Saint-Vincent-de-Reins ;
- Thel ;
- Thizy-les-Bourgs.

## Sources
- le Splaf (Site sur la population et les limites administratives de la France)
- Base Aspic (Accès des services publics aux informations sur les collectivités)